# 卢多维特·茨韦特莱尔
卢多维特·茨韦特莱尔（1938年9月17日—），斯洛伐克男子足球运动员，司职前锋。他曾代表捷克斯洛伐克国奥队参加1964年夏季奥林匹克运动会足球比赛，获得一枚银牌。